# Alvania disparilis
Alvania disparilis is een slakkensoort uit de familie van de Rissoidae. De wetenschappelijke naam van de soort is voor het eerst geldig gepubliceerd in 1890 door Monterosato.